# Syrmier Zeitung
Syrmier Zeitung je bio tjedni hrvatski list na njemačkom iz Vukovara. Nakladnik i odgovorni urednik bio je M. Kiefer. Izlazio je kao Organ fuer Volks, Haus- und Landwirtschaft; Belehrung, Industrie und Handel.